# Jakob I. von Vansdorf
Jakob von Vansdorf war als Jakob I. von 1362 bis 1368 Propst des Klosterstifts Berchtesgaden.
Über Vansdorfs Leben und Wirken ist derzeit nur wenig bekannt. Laut A. Helm soll er am Standort der 1397 errichteten Pfarrkirche St. Andreas bereits 1358 eine Kapelle erbaut haben lassen, die wenig später zerstört worden wäre. Dieser Kapellenbau läge dann allerdings vier Jahre vor seiner Amtsübernahme als Stiftspropst.
Vansdorf unterstand als Propst Jakob I. des Berchtesgadener Klosterstifts noch der Metropolitangewalt des Erzbistums Salzburg. Erst 1455 konnte sich das Stift davon befreien und war danach in geistlichen Dingen allein dem Papst unterstellt. Aber die weltliche Eigenständigkeit der Stiftspropstei begann sich bereits seit 1294 durch die Erlangung der Blutgerichtsbarkeit für schwere Vergehen zu manifestieren.
Wiewohl die Salzproduktion innerhalb der Stiftspropstei gestiegen war, lebten er und seine Chorherren offenbar in derart großem Luxus, dass selbst diese reichen Erträge nicht ausreichten. Die Schuldenlast begann eine „phantastische Höhe“ zu erreichen, das Land verarmte zusehends. Dem suchte erst Ulrich I. Wulp 1377 unter anderem mit einem Landbrief zu begegnen, worin er den leibeignen Untertanen die Güter und Lehen des Stifts zu erbrechtlichem Kauf anbot, allerdings unter der Bedingung, dass die Untertanen weiterhin ihren Lehensverpflichtungen nachzukommen hatten. Auch wenn hiervon ausgiebig Gebrauch gemacht wurde, vermochte das allein die Finanzen jedoch längst nicht zu sanieren.